# Avenue Louis Berlaimont
L'avenue Louis Berlaimont est une rue bruxelloise de la commune d'Auderghem. Cette rue monte depuis l'avenue Henri de Brouckère jusqu'à l'avenue du Kouter et son intersection avec l'avenue Isidore Geyskens sur une longueur de 220 mètres. La numérotation des habitations va de 1 à 25 pour le côté impair et de 2 à 20 pour le côté pair.

## Historique et description
Le 3 février 1950, le conseil communal décide de donner le nom d'« avenue Louis Berlaimont » à cette nouvelle voie[réf. souhaitée].

### Origine du nom
Elle porte le nom de l'ancien échevin Louis Berlaimont (1881-1950).

## Inventaire régional des biens remarquables
- Premier permis de bâtir délivré le 17 avril 1950 pour le no 17.